# Notosceles pepeke
Notosceles pepeke is een krabbensoort uit de familie van de Raninidae. De wetenschappelijke naam van de soort is voor het eerst geldig gepubliceerd in 2000 door Dawson & Yaldwyn.